# Dolores Mosquera Barral
Dolores Mosquera Barral (España) es una psicóloga y psicoterapeuta española especializada en traumas graves y complejos, trastornos de personalidad y disociación. Es instructora y supervisora acreditada de EMDR Europe. Ha sido desde 1998 la directora del Instituto para el Estudio del Trauma y los Trastornos de la Personalidad (INTRA-TP) en La Coruña. En 2018 fue reconocida por la ISSTD (International Society for the Study of Trauma and Dissociation) por su trabajo e investigación en el campo del trauma y la disociación y en 2017 recibió el premio David Servan-Schreiber por su contribución en EMDR (Eye Movement Desensitizatio and Reprocessing) por EMDR Europe.

## Trayectoria
Mosquera es Licenciada en psicología por la Universidad de Santiago de Compostela en especialidad clínica en el año 1997. En 2003 realizó un master en psicología clínica adulto-infantil, Formación de Psicoterapeutas de conducta en el Centro de Psicología Conductual en Castilla y León.
Ha publicado dieciséis libros y una gran cantidad de artículos sobre el trastorno de personalidad, ha impartido conferencias, formaciones y se ha desarrollado como supervisora y experta en EMDR Europa, trastorno límite de la personalidad, trauma complejo y disociación. Mosquera también ha colaborado en programas públicos de atención y tratamientos a mujeres que han sido víctimas de violencia (PAPMVX). Ha colaborado en el programa de atención psicológica a hombres que ejercen violencia y con Red Nacional de Psicólogos para la Atención a Víctimas del Terrorismo. Es coeditora de la  European Society for Trauma and Dissociation (ESTD).
En 2001 participó en las I jornadas de trastorno límite de la personalidad y en las jornadas de La Alianza terapéutica fijando límites flexibles, en Zaragoza, en 2003 participó como poniente de las jornadas que de Intervención en trastornos de la personalidad y como conservar la maniobrabilidad terapéutica fijando límites flexibles, en Santiago de Compostela y en el 2005 fue invitada por la Junta de Andalucía a participar en una formación para tratar La importancia de la familia en el tratamiento del trastorno bipolar, entre otras muchas intervenciones a lo largo de su carrera profesional.
En 2018 participó en las XIII Jornadas científicas en donde compartió mesa con el colegio de médicos de Madrid y otros especialistas en salud mental.  En 2020 Mosquera participó en el Estudio Sociológico del Trastorno Límite de la Personalidad celebrado en Madrid. En  mayo del 2021 impartió un curso sobre el trastorno límite de la personalidad en Pamplona organizado por el Colegio de Psicólogos de Navarra. Y en noviembre de este mismo año fue la invitada principal en la Asociación Riojana para la Atención de Personas con Problemas de Drogas (ARAD) en donde abordó el trabajo con la terapia EMDR y adicciones.

## Publicaciones

### Libros
En 2004 Diamantes en Bruto I. Un acercamiento al Trastorno Límite de la Personalidad. Manual informativo para profesionales, pacientes y familiares. Ediciones Pleyades, SA ISBN 9788493774325, Diamantes en Bruto II. Manual psicoeducativo y de tratamiento del Trastorno Límite de la Personalidad. Programa estructurado para profesionales. Ediciones Pleyades, SA ISBN  8494801708.
En 2005 De la teoría a la práctica: Intervención en el trastorno límite de la personalidad. Ediciones Pléyades, SA  ISBN  8460946983 Y Más allá de lo aparente. Un acercamiento a los comportamientos, pensamientos y actitudes de los familiares de personas con trastorno límite de la personalidad. Manual para profesionales y familiares (co-autora: Laura Ageitos. ISBN 9788493464509. 
En 2012 EMDR and Dissociation: The Progressive Approach ISBN 8461591704
En 2013 Profundizando En El Caos (LIBROS DE PSICOLOGIA). ISBN 8493464538, Desmontando Corazas (LIBROS DE PSICOLOGIA) ISBN 849346452X y La Autolesión (LIBROS DE PSICOLOGIA). ISBN  8493464562
en 2015 Rough Diamonds: A glimpse into Borderline Personality Disorder ISBN 1500868957
En 2021 Libre: Manual para la comprensión y el tratamiento psicológico integral de los efectos de la violencia de género en las mujeres. ISBN 979-8743943852.

### Traducciones
En 2019 Deja de caminar sobre cáscaras de huevo. Cuando alguien que le importa tiene un trastorno límite de la personalidad. ISBN 9788460790860.

## Terapia EMDR
Mosquera trabaja con esta terapia que consiste en un método científico con evidencia basada en el tratamiento del trastorno del trauma y de la  personalidad que cuenta con una investigación científica comprobada con el cual se fomenta la estimulación de un hemisferio cerebral a la vez. EMDR significa: reprocesamiento y desensibilización a través del movimiento ocular, por sus siglas en inglés que posee elementos como la estimulación bilateral. Es una terapia que fue desarrollada en Estados Unidos en los años 80 por la psicóloga Francine Shapiro. EMDR es una terapia para tratar a las personas que sufren trastornos de personalidad (TP), y según Mosquera, por lo general, los o las pacientes tienden a presentar múltiples defensas, dificultades en la regulación emocional, impulsividad y problemas severos en las relaciones interpersonales y esta terapia se adapta a cada caso en concreto para  conseguir, como defendió Shapiro, la anulación de los efectos negativos de los eventos traumáticos.

## Reconocimientos
En 2017 recibió el premio David Servan-Schreiber por su contribución en EMDR (Eye Movement Desensitizatio and Reprocessing) por EMDR Europe y en 2018 fue reconocida por la ISSTD (International Society for the Study of Trauma and Dissociation) por su trabajo e investigación en el campo del trauma y la disociación.